# Dr. Hoch's Konservatorium

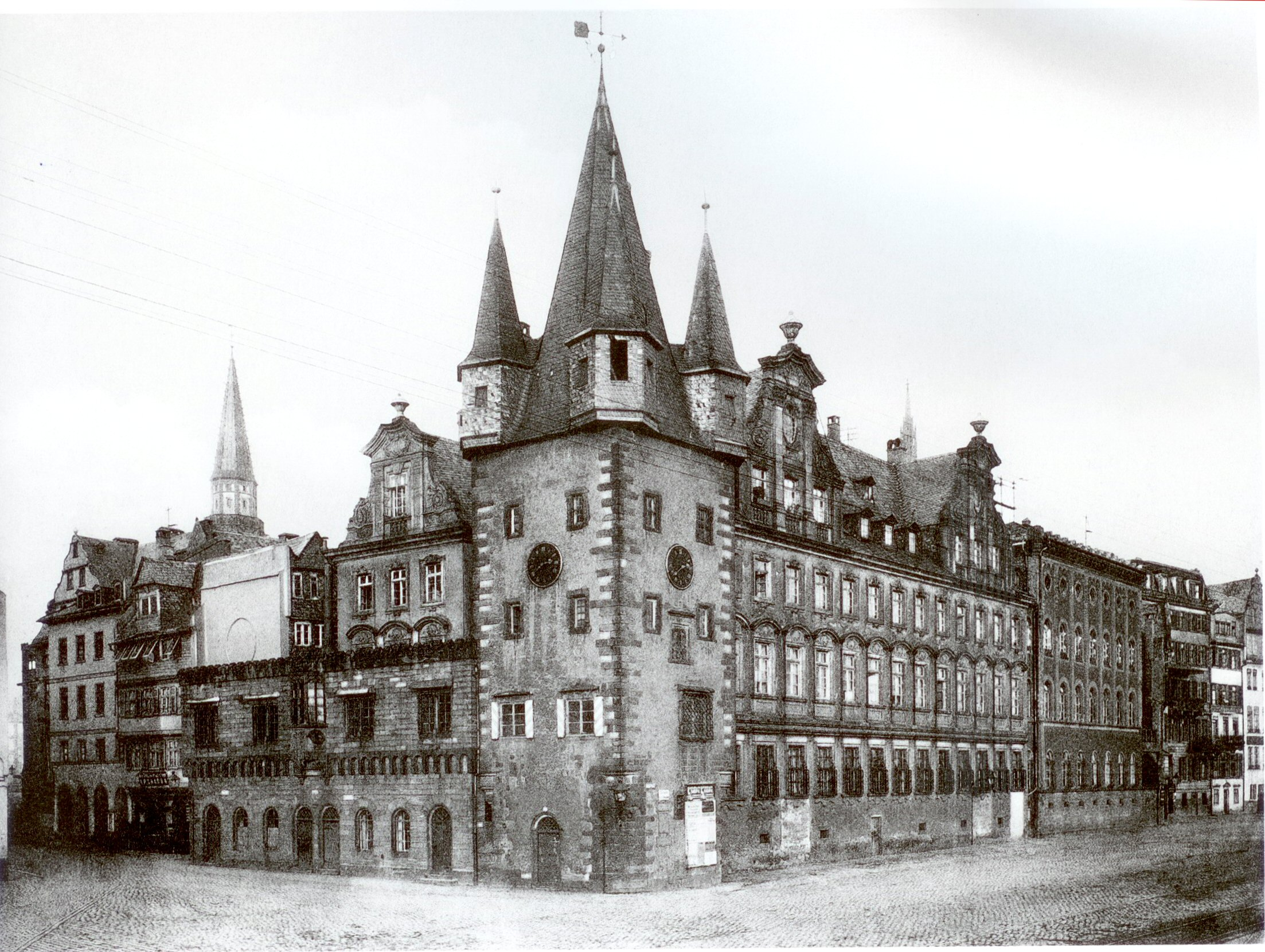
Saalhof omstreeks 1900, domicilie van Dr. Hoch's Konservatorium 1878-88

Het Dr. Hoch’s Konservatorium (vanaf 2002 Dr. Hoch’s Konservatorium - Musikakademie) is een conservatorium in Frankfurt am Main dat in 1878 werd opgericht.

## Geschiedenis
Het conservatorium werd gesticht door dr. Joseph Hoch, een vermogende burger die in zijn testament verordende dat zijn vermogen voor de oprichting en in stand houden van een muziekinstituut ingezet zou worden. Op 22 september 1878 opende het conservatorium zijn deuren en had als eerste directeur de componist Joachim Raff. Het lukte hem internationaal bekende kunstenaars aan te werven als docent voor het nieuwe conservatorium zoals de zanger Julius Stockhausen, de violist Hugo Heermann en de pianiste Clara Schumann. Ook de opvolger van Raff in 1882, de directeur Bernhard Scholz kon met Engelbert Humperdinck en de cellist Hugo Becker goede docenten voor dit instituut winnen. 
Tot de bekende leerlingen behoren niet alleen Duitse studenten, zoals Hans Pfitzner, Paul Hindemith, Ernst Toch, maar ook buitenlandse zoals Edward MacDowell, Percy Aldridge Grainger of Hans Rosbaud.

## Directeuren
- 1878-1882: Joachim Raff
- 1883-1908: Bernhard Scholz
- 1908-1916: Iwan Knorr
- 1916-1923: Waldemar von Baußnern
- 1924-1933: Bernhard Sekles
- 1933-1936: Bertil Wetzelsberger
- 1936-1944: Hermann Reutter
- 1950-1954: Walther Davisson

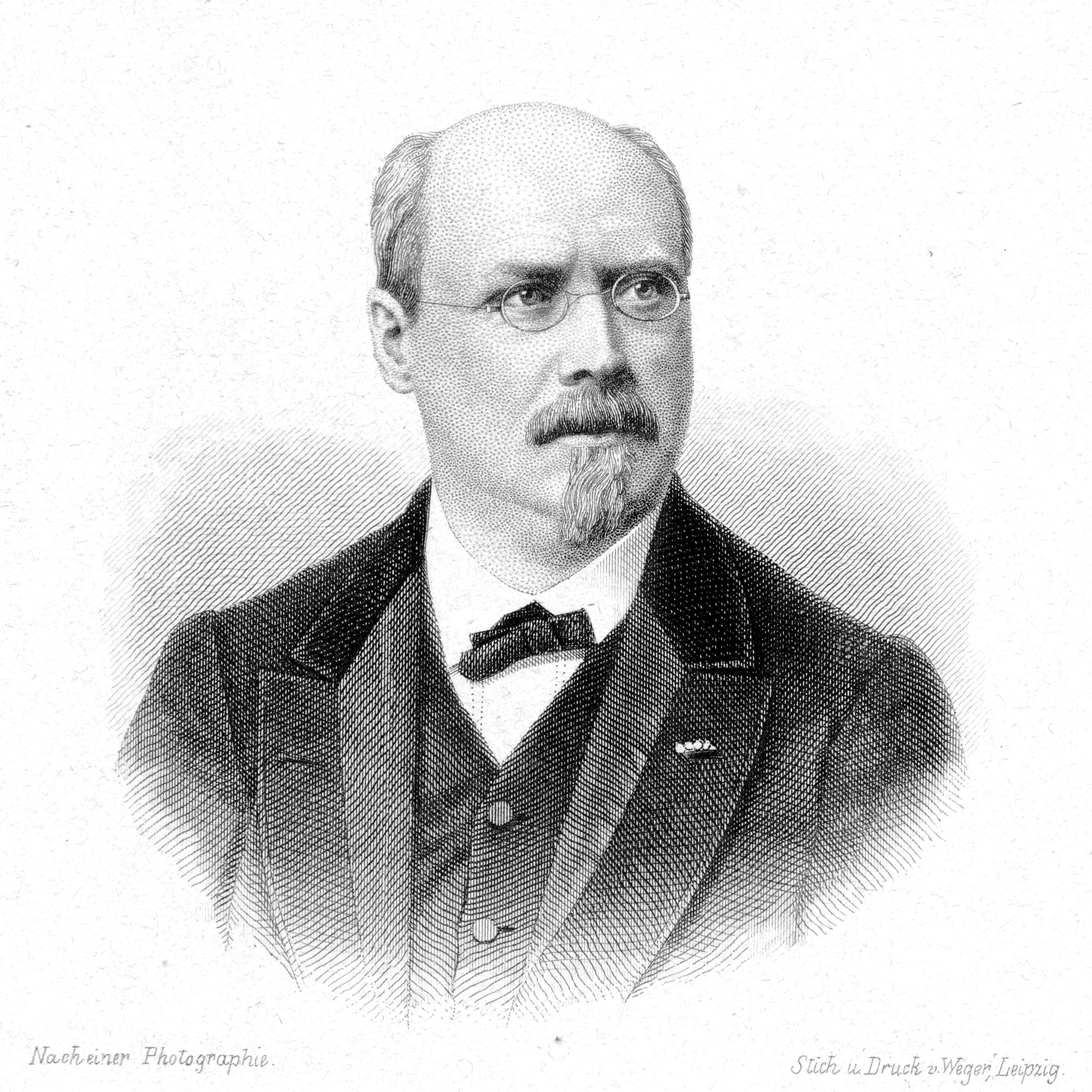
Joachim Raff 1878, eerste directeur

- 1954-1958: Helmut Walcha, Erich Flinsch, Gustav Lenzewski
- 1958-1973: Philipp Mohler
- 1973-1977: Klaus Volk
- 1977-1979: Hans Dieter Resch, Alois Kottmann
- 1979-2007: Frank Stähle
- 2007-2008: Werner Wilde
- 2008-2018: Mario Liepe
- 2018-2022: Christian Heynisch, Caroline Prassel, Karin Franke-André (directoraat)
- sinds 2022: Fabian Rieser, Caroline Prassel, Karin Franke-André (directoraat)

## Bekende professoren

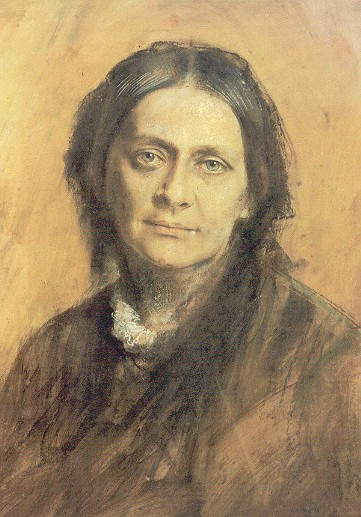
Clara Schumann 1878, docent 1878-1892

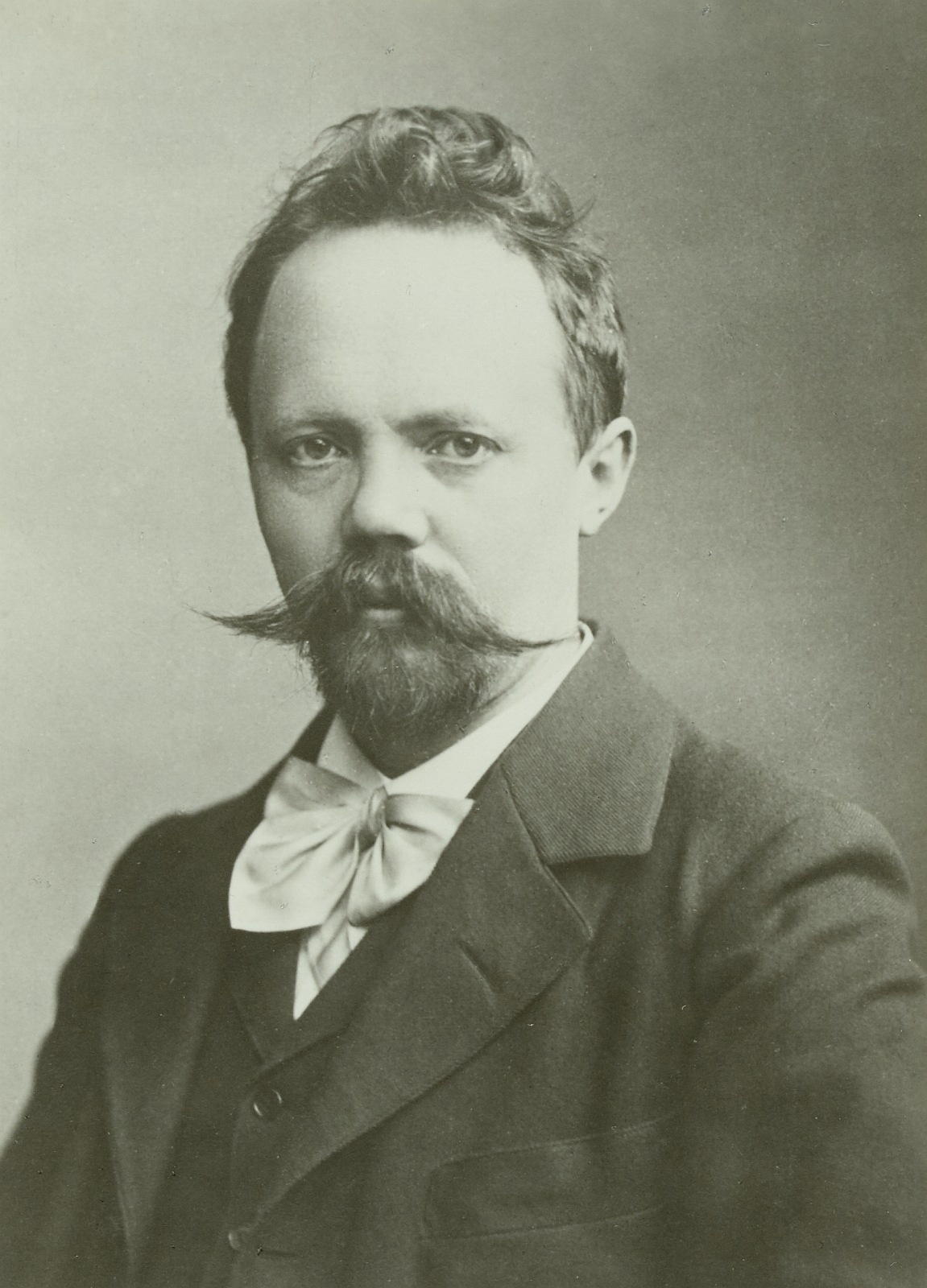
Engelbert Humperdinck docent 1890-1897

- 1878-1880 u. 1883-84: Julius Stockhausen
- 1878-1883: Anton Urspruch
- 1878-1882: Joachim Raff
- 1878-1892: Clara Schumann
- 1878-1880: Carl Heymann
- 1878-1904: Hugo Heermann
- 1878-1910: Bernhard Cossmann
- 1882-1907: Lazzaro Uzielli
- 1883-1908: Iwan Knorr
- 1883-1902: James Kwast
- 1884-1923: Ernst Engesser
- 1890-1897: Engelbert Humperdinck
- 1893-1904: Carl Friedberg
- 1894-1906: Hugo Becker
- 1895-1897: Marie Hanfstängl
- 1896-1933: Bernhard Sekles
- 1899-1912: Johannes Hegar
- 1904-1908: Hermann Zilcher
- 1904-1907 u. 1908-1933: Adolf Rebner
- 1906-1933: Alfred Auerbach
- 1908-1916 u. 1929-1942: Alfred Hoehn
- 1912-1917: Margarete Dessoff
- 1926-1928: Hermine Bosetti
- 1926-1932: Ludwig Rottenberg
- 1928-1933: Mátyás Seiber
- 1933-1938: Helmut Walcha
- 1933-1942: Kurt Hessenberg
- 1936-1940: Anton Biersack
- 1954-1974: Peter Cahn
- 1976-: Albert Mangelsdorff

## Bekende studenten
- 1879-1882: Edward MacDowell
- 1883-1891: Alfred Hertz
- 1886-1890: Hans Pfitzner

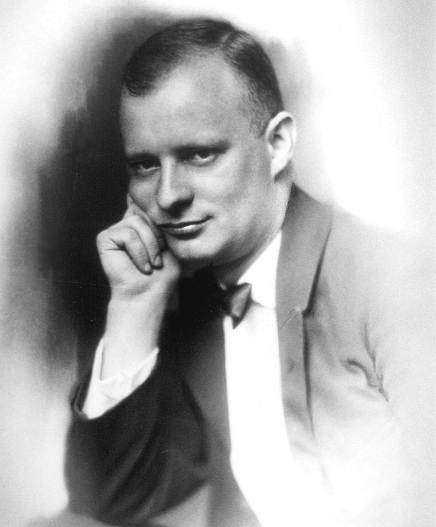
Paul Hindemith (1923) student 1909-1917

- 1891-1893 u. 1896-1899: Cyril Scott
- 1893-1895: Margarete Dessoff
- 1893-1897: Norman O'Neill
- 1893-1898: Roger Quilter
- 1894-1896: Henry Balfour Gardiner
- 1894-1901: Walter Braunfels
- 1895-1900: Percy Grainger
- 1895-1903: Johanna Senfter
- 1895-1898: Hans Jelmoli
- 1897-1901: Roger Quilter
- 1898-1903: Boris Hambourg
- 1900-1901: Ernest Bloch
- 1901-1902: Otto Klemperer
- 1904-1907: Hans Gebhard-Elsaß
- 1904-1908: Frederick Septimus Kelly
- 1908-1910: Richard Tauber
- 1909-1917: Paul Hindemith
- 1909-1913: Ernst Toch
- 1913-1916 u. 1918-1920: Ottmar Gerster
- ca. 1915: Hans Rosbaud
- 1917-1931: Kurt Hessenberg
- 1932-1936: Anton Biersack